# Граттерсдорф
Граттерсдорф (нім. Grattersdorf) — громада в Німеччині, знаходиться в землі Баварія. Підпорядковується адміністративному округу Нижня Баварія. Входить до складу району Деггендорф. Складова частина об'єднання громад Лаллінг.
Площа — 25,98 км2. Населення становить 1299 ос. (станом на 31 грудня 2020).